# Comté de Menard (Texas)
Pour les articles homonymes, voir Comté de Menard.
Le comté de Menard, en anglais : Menard County, est un comté situé dans le centre de l'État du Texas aux États-Unis. Fondé le 22 janvier 1858, son siège de comté est la ville de  Menard. Selon le recensement des États-Unis de 2020, sa population est de 1 962 habitants. Le comté a une superficie de 2 337 km2, dont 2 336 km2 en surfaces terrestres. Il est nommé en l'honneur de Michel Branamour Menard, le fondateur de la ville de Galveston au Texas.

## Organisation du comté
Le comté est fondé le 22 janvier 1858, à partir des terres du comté de Bexar. Le 14 février 1860, le comté est rattaché au comté de Mason. Il en est détaché et est définitivement organisé et autonome, le 8 mai 1871. 
Le comté est baptisé en référence à Michel B. Menard, aventurier et homme d'affaires. Il est le fondateur de Galveston,.

## Géographie

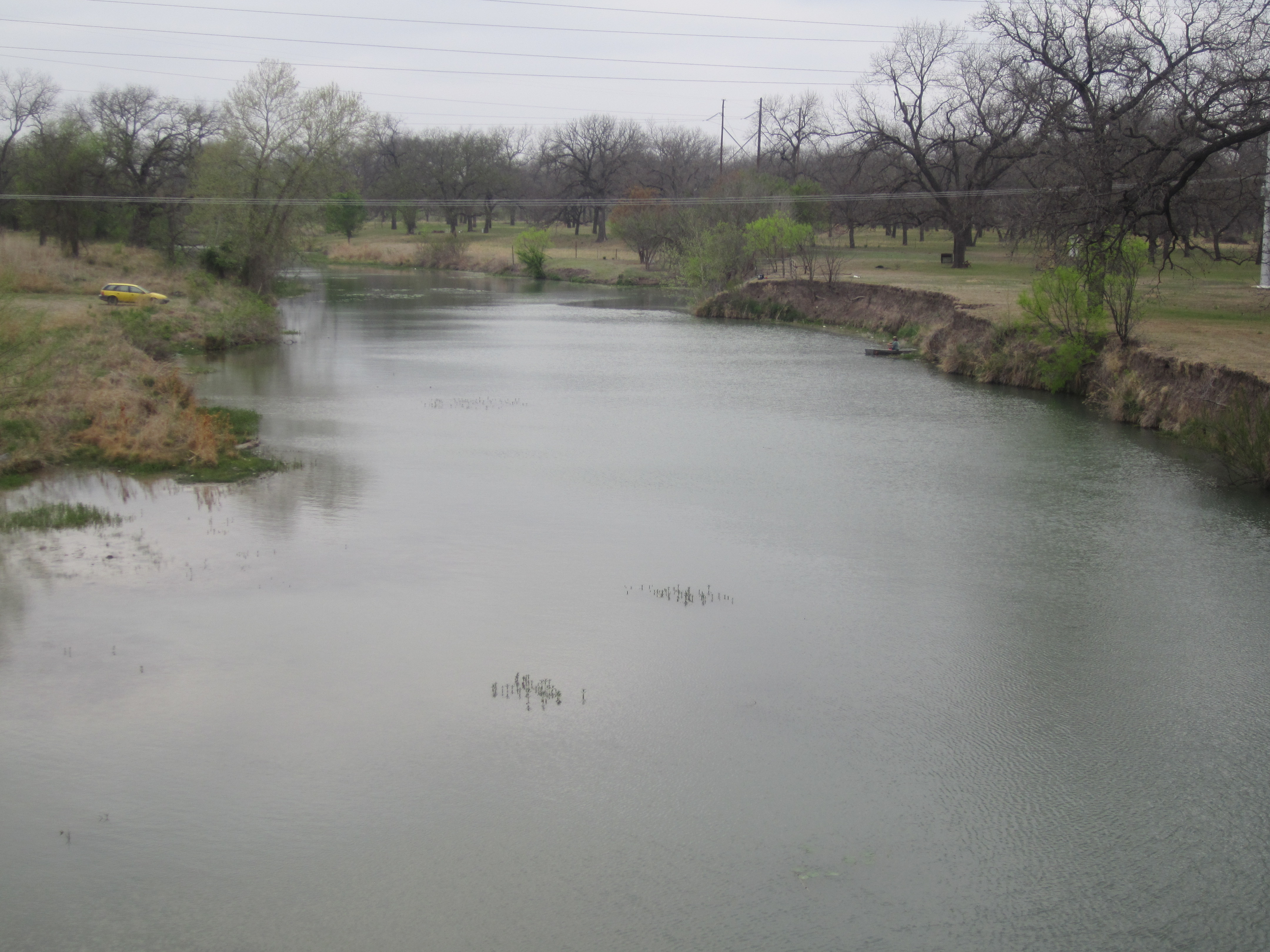
La rivière San Saba à Menard.

Le comté de Menard se situe sur le plateau d'Edwards au centre de l'État du Texas, aux États-Unis,.
Il a une superficie totale de 2 336,8 km2, composée de 2 336,2 km2 de terres et de 0,6 km2 de zones aquatiques.
L'altitude varie de 518 m à 731 m.

## Démographie
Lors du recensement de 2010, le comté comptait une population de 2 242 habitants. En 2017, la population est estimée à 2 124 habitants,.

Pyramide des âges du comté de Menard (2000).